# Valašské Meziříčí
Valašské Meziříčí (tysk: Wallachisch Meseritsch) er en by i distriktet Vsetín i  regionen Zlín i Tjekkiet med omkring 23.000 indbyggere. Den historiske bymidte er velbevaret og er beskyttet ved lov som en urban monumentzone.
Bydelene og landsbyerne Bynina, Hrachovec, Juřinka, Krásno nad Bečvou, Lhota og Podlesí er administrative dele af Valašské Meziříčí.

## Etymologi
Navnet Meziříčí betyder bogstaveligt talt "mellem floderne" og er relateret til dens beliggenhed  ved flodernes sammenløb. Attributten Valašské (dvs. "Valakisk") refererer til at den ligger  i regionen Mæhrisk Valakiet.

## Geografi
Valašské Meziříčí ligger omkring 34 km  nordøst for Zlín. Floderne Vsetínská Bečva og Rožnovská Bečva slutter sig til byen og danner  floden Bečva.
Kommunen Valašské Meziříčís område   ligger i tre geomorfologiske regioner. Den vestlige og nordlige del ligger i det Mæhrisk-Schlesiske forbjerge, den østlige del ligger i Rožnov-furen, og den sydlige del ligger i Hostýn-Vsetín-bjergene. Det højeste punkt er toppen af bakken Brdo som er 543 meter høj.

## Historie
Den første skriftlige omtale af Valašské Meziříčí er fra 1297. Landsbyen på venstre bred af Rožnovská Bečva blev først omtalt som en by i 1377. Krásno nad Bečvou blev grundlagt på højre bred af Rožnovská Bečva og i 1491 blev den forfremmet til en købstad. Krásno nad Bečvou var en separat enhed indtil 1924, hvor den blev fusioneret med Valašské Meziříčí, men deres historie er ens, og de havde fælles ejere.
Den mest betydningsfulde ejer af de to godser var familien Zierotin, som havde bygget et renæssanceslot her. I det 19. århundrede blev Valašské Meziříčí centrum for uddannelse og Krásno nad Bečvou blev industrialiseret.

## Seværdigheder
Valašské Meziříčí har et lille historisk centrum dannet af byens torv og dets omgivelser, herunder Žerotín-slottet. Bytorvet er omkranset af bevarede borgerhuse. Et af de mest værdifulde monumenter i det historiske centrum er sognekirken Jomfru Marias himmelfart. Den oprindeligt gotiske kirke blev første gang nævnt i 1419, efter at den afløste en gammel kirke fra det 13. århundrede. Renæssancetårnet med en portal blev tilføjet i 1581 og Jomfru Marias barokke kapel blev tilføjet i 1681-1682. I midten af 1700-tallet blev kirken genopbygget i barokstil.
Žerotín Slot er et af byens vigtigste vartegn. Byggeriet af slottet blev startet af Jan 4. af Pernštejn i første halvdel af det 16. århundrede. Det oprindelige renæssanceslot blev genopbygget i barokstil af Zierotinerne . Efter at det blev brugt som kvindefængsel og militær infirmeri i det 20. århundrede, blev det restaureret og fungerer i dag som et kulturelt centrum i byen.
Moravská gobelínová manufaktura omfatter et museum for gobelinfabrikation og et galleri med moderne og historiske gobeliner.
Holocaust-monumentet fra 2004 er placeret hvor en synagoge, som blev ødelagt under 2. verdenskrig.